# Antoni Rubió i Lluch
Antoni Rubió i Lluch (Valladolid, 26 luglio 1856 – Barcellona, 8 giugno 1937) è stato un grecista e scrittore spagnolo.

## Biografia
Studiò filosofia e lettere presso l'Università di Barcellona, al tempo in cui insegnavano professori del calibro di Manuel Milà, Francesc Xavier Llorens i Barba. Fu anche compagno di studi di Marcelino Menéndez Pelayo.
Nel 1880 fu nominato professore assistente della facoltà di lettere presso l'Università di Barcellona e nel 1885 professore di letteratura generale presso l'università di Oviedo, ma presto venne trasferito a Barcellona. Nel 1889 fu nominato membro numerario dell'Acadèmia de Bones Lletres de Barcelona.
Da 1904 fu uno dei promotori degli Estudis Universitaris Catalans, dove insegnò letteratura catalana, promuovendo nei suoi allievi, l'interesse per la ricerca. Nel 1906 fu vicepresidente del Primo Congresso Internazionale della Lingua Catalana. Nel 1907 venne nominato presidente dei Giochi floreali di Barcellona, e primo presidente dell'Institut d'Estudis Catalans, l'Istituto di Studi Catalani.
Interessato alla cultura greca antica e moderna, tradusse il poeta classico Anacreonte e vari autori moderni a lui contemporanei, come Dīmītrios Vikelas, Geòrgios Viziïnós, Argyris Eftaliotis, Georgios Drosinis e Dionysios Solomos, in catalano e in spagnolo. Raccolse anche una numerosa documentazione sulla presenza medievale catalana nel Ducato di Atene e nella località di Neopàtria. Fu difensore delle aspirazioni territoriali greche su Creta, e nel 1897 ispirato da Enric Prat de la Riba e in nome delle istituzioni della società catalana, scrisse un manifesto di adesione alla causa greca. Come riconoscimento fu nominato per vent'anni console onorario della Grecia in Barcellona. Ricevette la Decorazione di Cavaliere dell'Ordine del Salvatore; e fece parte, come membro d'onore, della principale istituzione scientifica e culturale greca, la Società Filologica Parnassos.
Fu anche membro numerario della Reial Academia Catalana de Belles Arts de San Jordi, corrispondente dell'Accademia della Storia di Madrid, all'Accademia Spagnola, dove ebbe come allievo Ángel Valbuena Prat, infine fece parte di diverse società scientifiche greche. Fu anche presidente del Centro Escursionista di Catalogna. Nei prima anni del XX secolo e all'interno dell'Ateneu Barcelonès fu membro molto attivo attraverso la realizzazione di diverse conferenze sulla letteratura catalana.

## Opere
- La expedición y dominación de los catalanes en Oriente juzgados por los griegos[5](1887). (ES)
- Estudio crítico-bibliográfico sobre Anacreonte[6] (1879). (ES)
- El sentimiento del honor en el teatro de Calderón[7] (1882). (ES)
- Novelas griegas. Traducidas directamente del original[8] (1893). (ES)
- Els governs de Matheu de Moncada i Roger de Llúria en la Grècia catalana[9] (1359-1370) (1912). (CA)
- La Grècia catalana des de la mort de Frederic III fins a la invasió navarresa[10](1377-1379) (1920). (CA)
- Diplomatari de l'Orient català[11](1301-1409) (1947). (CA)
- Documents per la història de la cultura catalana medieval[12] (1907-21). (CA)
- El Renacimiento clásico en la literatura catalana[13] (1889). (ES)
- Curial i Güelfa[14] (edizione e studio) (1901). (CA)
- Notes sobre la ciència oriental a Catalunya en el XIVèn segle[15] (1909). (CA)
- Estudi sobre l'elaboració de la Crònica de Pere el Ceremoniós[16] (1910). (CA)
- La cultura catalana en el regnat de Pere III[17](1914). (CA)
- Joan I humanista i el primer període de l'Humanisme català[18](1918). (CA)
- Del nombre y de la unidad literaria de la lengua catalana[19] (1930). (ES)
- "Necrología de D. Ignacio Ramón Miró, leida en la velada literaria celebrada en el colegio de su nombre el 2 de febrero de 1893. por su autor"[20]. (ES)